# Монмак
Монмак (на френски: Montmacq) е село и община в северна Франция. Попада в състава на кантон Турот, окръг Компиен, департамент Оаз, регион О дьо Франс. Селото е разположено на 32 – 42 надморска височина. Към януари 2019 г. населението му е 1 126 души.

## География
Селото се намира на около 85 км североизточно от Париж, 65 км югоизточно от Амиен и 60 км източно от Бове.

## Администрация
Кметове на селото през годините:
- Анри Шмид (2001 – 2008)
- Кристиан Симео (2008 – 2014)
- Реми Куел (от 2014 г.)[2]

## Личности
Родени в Монмак са:
- Ема Добини (1851 – 1925), модел, позирала за известни художници, като Едгар Дега, Пиер Пюви дьо Шаван и Жан-Батист Камий Коро.

## Забележителности
- Карта на община Монмак.
- Геоложка карта на община Монмак.
- Църквата „Св. св. Петър и Павел“ през 2009 г.